# Ветвь

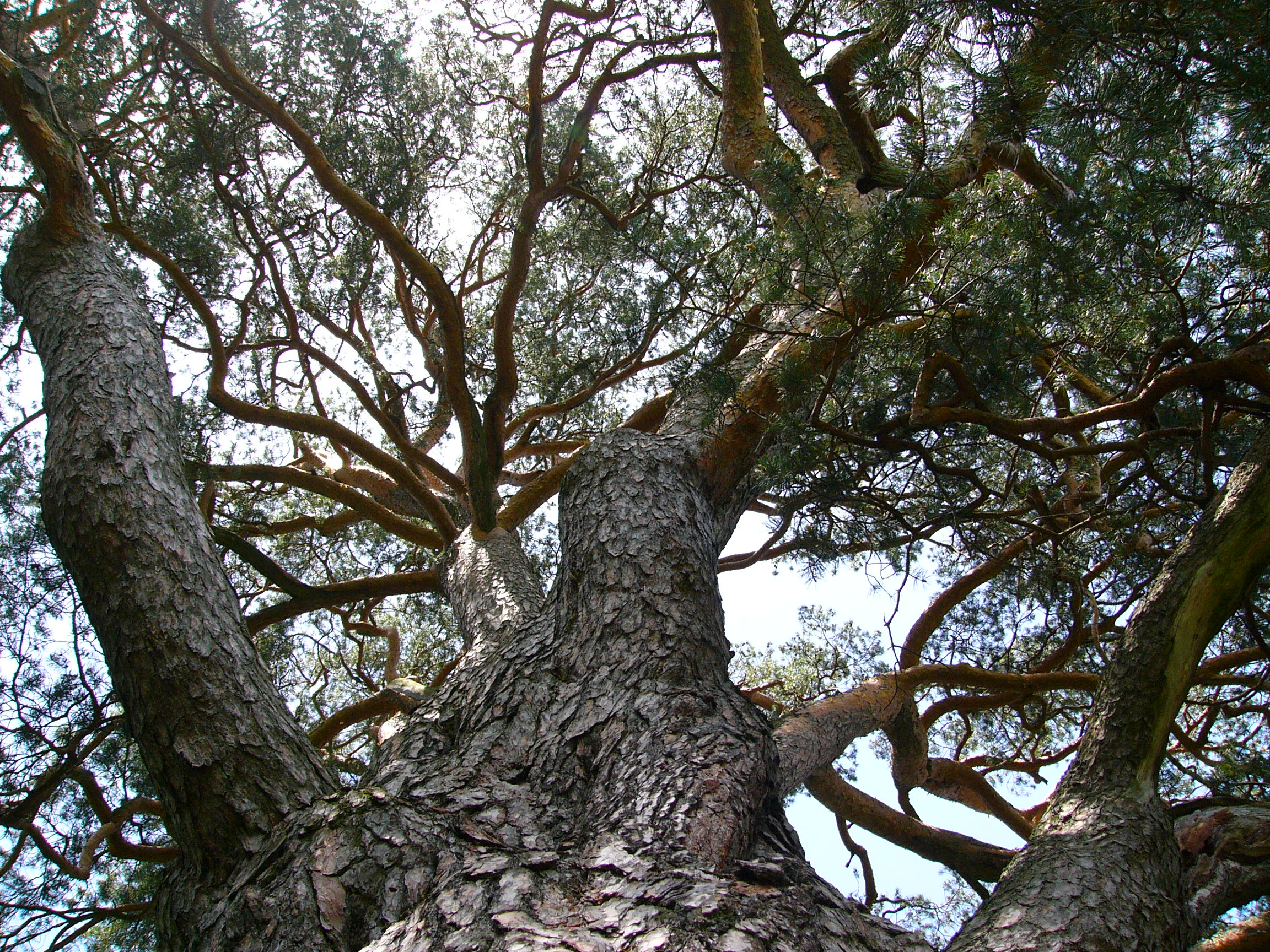
Ветви обыкновенной сосны

Ветвь, или ветка — боковой отросток растения, имеющий продолговатую форму.
При развитии стволика семенного всхода, пневой поросли или корневого отпрыска, в пазухах покрывающих их с боков листьев появляются почки, которые, развиваясь, образуют сучья; вдоль сучьев вскоре тоже пробиваются почки, и из них выходят ветви. Чем больше ветвей на сучьях, тем гуще увея дерева, тем сильнее полог его отеняет почву. Развитие ветвей находится в тесной зависимости от образования сучьев, и потому все те обстоятельства, которые влияют на появление у деревьев большего или меньшего количества последних, оказывают вместе с тем влияние на степень «ветвистости» дерева.
На лесозаготовках ветвями называются неодревесневшие или частично одревесневшие побеги дерева, в отличие от сучьев — полностью одревесневших побегов.